# Orenci Valls i Broquetas
Orenci Valls i Broquetas   (Esparreguera, 8 de gener de 1886 - valor desconegut) va ser metge  i cronista oficial d'Esparreguera durant molts anys.

## Biografia
Nascut el 8 de gener de 1886 a la casa número 4 de la Plaça de l'Ajuntament, era fill de Baldiri Valls i Esteve —batlle d'Esparreguera entre 1883 i 1884— i d'Antònia Broquetes i Pallarols.
Tot i tenir una formació científica i exercir com a metge, Orenci Valls sentia una gran passió per la història local i per la memòria del seu poble. Aquest interès el va portar a escriure diverses obres que combinaven el rigor de la recerca amb un estil proper, viu i sovint narratiu. Probablement influït per figures com Joan Amades, va saber recollir i transmetre les llegendes i costums populars amb un to que barrejava la crònica i el conte.
Entre les seves publicacions més importants destaquen Topografia mèdica d'Esparreguera (1933), on descriu la vila des del punt de vista sanitari i social, i La vila d'Esparreguera i el seu terme (1961), una obra de referència que recull història, geografia, costums i anècdotes del municipi.
En aquest darrer llibre, Valls mostra també la seva faceta més literària, amb relats com “La cova de l'Ànima” (pàgines 332 a 338), que conté elements de llegenda popular i un estil que recorda el romanticisme folklòric d'Amades. També destaca “Història gloriosa d'una hostalera” (p. 200), un altre exemple de la seva habilitat per explicar històries amb encant i memòria oral.
L'any 1961, va rebre la Medalla d'Or de la Creu Roja i se li va atorgar el títol de Cronista Oficial de l'Ajuntament d'Esparreguera, per part de l'alcalde Demetri Pérez Massot.
Amb la seva obra, Orenci Valls i Broquetes va deixar un llegat valuós: una mirada completa sobre Esparreguera que uneix el coneixement científic amb la passió per la cultura popular. Un testimoni escrit que ajuda a entendre millor d'on venim i com era la vida a la vila fa més d'un segle.